# 基因重配

生物工程中的基因重配技术

基因重配 （英文：Reassortment）是指某个物种的遗传材料之间相互混合，在物种的不同个体中形成新的组合的现象。基因重配的过程包括染色体重组、染色体互换等，也可能是两个相似病毒在感染同一个细胞的时候进行了遗传材料交换。
基因重配常发生于流感病毒中。甲型、乙型流感病毒拥有8个不同的RNA片段、丙型拥有7个RNA片段，有如小型的染色体。 当病毒进行组装时，每个片段都会被复制一段。当某个宿主（人，鸡，或其他动物）同时感染了两种或以上不同流感病毒时，新组装的病毒颗粒就可能同时包含之前不同病毒的RNA片段。新的重排毒株会体现出原始毒株的部分特性。
历史上一些重大的流感大流行就与流感病毒的基因重配有关。比如1968-69年的“香港流感”H3N2病毒就是来自于1957-58年的“亚洲流感”H2N2病毒的基因重配（抗原转变），而2009年流感大流行中的H1N1流感病毒同时包含有猪、禽类和人类流感病毒的基因序列。 感染蛇的沙粒病毒科中，由于基因重配，也出现了高度的基因多样性。